# Fresh (película de 1994)
Fresh es un drama escrito y dirigido en 1994 por Boaz Yakin en su debut como director. Además sus productores fueron Randy Ostrow y Lawrence Bender (que aparece en un cameo). La banda sonora es de Stewart Copeland, miembro de The Police.
Promocionada como un hip hop 'lhood film, Fresh pasó relativamente desapercibida para el público, pero se ganó la aclamación de la crítica. Es una emotiva historia iniciática que ofrece una visión realista del peligroso día a día de un adolescente marginal durante la epidemia de crack en la ciudad de Nueva York. 

## Sinopsis
Michael, apodado "Fresh" (interpretado por Sean Nelson), es un niño de 12 años de edad que vende drogas trabajando para algunos traficantes de su barrio, principalmente para Esteban (Giancarlo Esposito). Inspirado por las lecciones de ajedrez de su padre (interpretado por Samuel L. Jackson) Fresh planifica y ejecuta un brillante plan para liberarse a sí mismo y a su hermana (N`Bushe Wright) de un futuro sin esperanza.

## Argumento
Un chico de 12 años apodado “Fresh” acude al apartamento de una mujer latina para recoger un paquete de papelinas de heroína antes de ir al colegio. Ella le entrega menor cantidad de la acordada, de lo que él se da cuenta. Fresh, que se da cuenta de que ella también se pincha, le advierte de que Esteban, su jefe, se enfadará mucho si le falta alguna pepelina. La mujer “encuentra” la papelina faltante y se la entrega a Fresh, que se marcha enfadado.
Posteriormente visita otro apartamento donde varias mujeres y un hombre, Herbie, pesan, cortan y empaquetan la droga. Herbie hace comentarios desagradables sobre su hermana a Fresh, que se encara con él lleno de ira. Finalmente habla con un empleado de Esteban al que mete prisa porque llega tarde al colegio. Este le dice a Fresh que Esteban quiere hablar con él.
Fresh llega tarde a clase y recibe la bronca de su profesora, Mrs. Coleman. Durante el recreo él y su mejor amigo, Chuckie, observan a un grupo de chicas entre las que está Rosie, con la que Fresh habla.
Tras el colegio Fresh se va a una zona abandonada donde tiene un escondite en el que almacena el dinero que va ganando con las drogas, posteriormente marcha a casa de su abuela, donde vive, con su tía y sus once primas.
A la mañana siguiente, Dulce es la venta de drogas, cuando un desesperado adicto a las drogas ofrece sexo a Fresco a cambio de drogas, pero él la envía lejos. Al final del día, Jake (uno de los miradores) se enoja y amenaza con matar a la rana René (que no llegó a pagar $50 Kermit le debe). Fresco en busca de Corky —su jefe, así como Jake— con el fin de recibir el pago, pero Corky intenta corto de él. Fresco exige más dinero desde los miradores, como Jake hacer $50, mientras que su salario es de $100 para la venta de las drogas. Corky está de acuerdo.
Fresh coge el metro y marcha a Washington Square para jugar al ajedrez rápido con apuesta con un tipo al que vence mientras Sam, que es un jugador experto, le mira desde otro banco. Con él juega Fresh y pierde. Después visita a su amigo Chuckie, que le cuenta que va a usar a Roscoe, el perro que ambos comparten, para ganar dinero en las peleas de perros, y además le pide que le consiga un trabajo con Esteban, el otro traficante para el que Fresh trabaja. A este último visita después Fresh. Esteban alaba la sensualidad de su hermana y se muestra disgustado porque él venda crack de otros, pero Fresh le replica que necesita el trabajo.
Tras dejar a Esteban se dirige al lugar de trabajo de su hermana Nichole. Ella ahora se acuesta con James, uno traficante. Fresh le advierte de que le gusta a Esteban, pero ella dice no querer nada con él ni con quien la trate como a alguien especial, porque no se considera tal cosa. Fresh le dice que la quiere.
Fresh está viendo jugar al baloncesto a un grupo de chicos entre los que se encuentra Curtis, un niño muy habilidoso que “humilla” una y otra vez con su juego a Jake, el camello, que se muestra cada vez más irritado hasta que aparentemente abandona el campo de juego, muy molesto. Rosie, que está por allí con sus amigas, ve a Fresh y se dirige a hablar con él atravesando la pista. Jake vuelve de pronto y dispara a Curtis y lo hiere de muerte. Todo el mundo huye excepto Fresh, que se acerca primero al chico y después a Rossie, que ha sido alcanzada por un disparo en la garganta y agoniza hasta morir. Fresh se queda con los dos cadáveres hasta que, momentos después, llega la policía. Interrogado por ella, Fresh dice no haber visto nada y no denuncia a nadie.
Al día siguiente Fresh juega al ajedrez con su padre, que le riñe por estar despistado; sin embargo es capaz de darle "jaque" por primera vez. Más tarde acude con Chuckie a la pelea de perros en la que Roscoe, sorprendentemente, vence. Chuckie, cegado por las ganancias, quiere que Roscoe siga peleando, pero Fresh le convence de no hacerlo proponiéndole a cambio trabajar para Esteban. Acuden al apartamento de este, le encuentran en la cama desnudos con Nichole. Fresh y Esteban hablan sobre negocios tras echar a Chuckie, que hace el ridículo con su comportamiento inmaduro. La propuesta es que Fresh deje de vender para otros y se encargue de una misión importante.
Fresh se dirige a comprar Cocaína al negocio de Héctor, y usando sus propios ahorros la compra diciendo que es para Corky, pero que no contacte con él por estar bajo escucha policial.
En la escuela Chuckie no hace más que alardear de estar vendiendo cocaína para Esteban. Tras las clases él y Fresh se dirigen a comprar unos libros de ciencia en los que ocultar las drogas. Tas casi ser arrestados por un policía debido al comportamiento irritante de Chuckie, ambos finalmente llegan a una vieja nave abandonada, donde Fresh cambia unas bolsas de heroína por la cocaína de Héctor sin que su amigo, que espera fuera, se entere.
Al salir tres individuos los siguen en un coche, y finalmente se enfrentan a ellos. Chuckie les dispara con una pistola que había adquirido con lo ganado en la pelea de Roscoe, pero falla el tiro y se le cae la pistola bajo un coche. Los desconocidos le disparan y al pincharse una rueda atrapa la mano de Chuckie, que intentaba coger la pistola. Fresh, que había salido corriendo, vuelve para ayudarle, pero es incapaz de hacerlo y, viendo que están perdidos, se marcha y deja a Chuckie, que es asesinado. La policía le interroga en comisaría pero él no dice nada. Un joven oficial le deja su tarjeta personal.
De vuelta en casa la tía de Fresh le dice que no puede seguir viviendo con ella, pues pone en peligro a sus once primas, por lo que dentro de un mes irá a un centro de acogida. En el colegio un amigo de Fresh le acusa de haber provocado la muerte de Chuckie por meterle en el negocio de la droga. Completamente solo, Fresh decide acabar con la vida de Roscoe, al que cuelga y dispara. Justo después es obligado a entrar en un coche por Jake, y descubrimos que él y sus secuaces son los que tendieron la emboscada a los chicos. Le llevan ante Corky
Corky se muestra molesto por la fanfarronería de Chuckie. Se supone que Esteban no vende base (cocaína) y la han descubierto en su mochila. Corky amenaza a Fresh con torturarle si no le da explicaciones al respecto. En otro caso le matará y servirá de mensaje para Esteban.
Sin ambargo Fresh sorprende a todos diciendo que la coca era de Jake, ahí presente, que inmediatamente se dirige e matar al chico, pero Corky le detiene y pide explicaciones. Fresh miente diciendo que Jake y Red le usan para vender la cocaína que compraron a Héctor a través de él. Los dos acusados no pueden creerlo y acusan a Fresh de mentir, pero éste le dice a Corky que llame a Héctor para comprobarlo. Así lo hace y Héctor le confirma lo que él cree, que supuestamente la cocaína era para Corky. Corky mata a Red y Jake y pregunta a Fresh quién más está involucrado. Le contesta que James, pero que tiene que ir a  "visitarlo" a partir de las 6.
Entonces, Fresh marcha al almacén de Esteban y le cuenta que Corky quiere quitarle el negocio vendiendo heroína como él. Le dice que se la distribuirá James y que ha quedado con él por la noche, añadiendo además que James se ve en secreto con Nichole porque están planeando quitárselo a él de encima. Más tarde,Corky llega a la tienda de James y le vemos entrar mientras Esteban, Fresh y sus matones esperan fuera en el coche.
Entonces, Esteban y sus hombres entran y matan a Corky y sus hombres. Después, Esteban se queda en el apartamento donde debería estar Nichole y ordena a sus hombres que lleven a Fresh a casa. Sin embargo éste les deja con una excusa y se dirige a una tienda desde la que hace una llamada.
Entonces llega al apartamento de Esteban. Aunque se niega al principio a dejar a Fresh quedarse, finalmente se lo concede cuando le dice a Nichole que tiene noticias de su padre, que supuestamente está en una clínica de rehabilitación.
La policía llama a la puerta y, mientras Esteban habla con ellos a través de la puerta, Fresh esconde algo bajo la cama. El policía resulta ser el sargento Pérez, que había dado su tarjeta a Fresh y que dice responder a una llamada sobre una disputa doméstica. Esteban se ve obligado a abrir la puerta y entonces Fresh le dice al policía que Esteban es un traficante y que acaba de matar a los miembros de otras bandas en la tienda de James.
Esteban jura estar "limpio", pero Fresh pide a los policías que miren bajo la cama, donde encuentran la pistola usada en los asesinatos, que él cogiió del coche, y dos kilos de droga, que llevarán a Esteban, que no entiende nada, a la cárcel por mucho tiempo. Fresh pide protección al Pérez, que promete llevarlos a él y a su hermana fuera de los barrios conflictivos donde se mueve droga.
La película termina cuando Fresh llega a jugar con su padre al ajedrez y este sin mirarle le abronca por llegar tarde. Se da cuenta de que Fresh está ausente y triste, le mira a los ojos, y dos lágrimas salen de cada uno de sus ojos.

## Reparto
| Actor                   | Personaje      |
| ----------------------- | -------------- |
| Sean Nelson             | Fresh          |
| Giancarlo Esposito      | Esteban        |
| Samuel L. Jackson       | Sam            |
| N'Bushe Wright          | Nichole        |
| Ron Brice               | Corky          |
| Jean-Claude La Marre    | Jake           |
| José Zúñiga             | Teniente Pérez |
| Luis Lantigua           | Chuckie        |
| Yul Vazquez             | Chillie        |
| Cheryl Freeman          | la Tía Frances |
| Anthony Thomas          | el Rojo        |
| Curtis McClarin         | Darryl         |
| Charles Malik Whitfield | Smokey         |
| Víctor González         | Herbie         |
| Guillermo Díaz          | Spike          |
| Anthony Ruiz            | Héctor         |
| Natima Bradley          | Rosie          |
| Elizabeth Rodriguez     | Consuela       |

## Recepción
Tras su estreno recibió grandes elogios de la crítica.
Según 39 comentarios recogidos por Rotten Tomatoes, la película recibió un 87% de aprobación por parte de la crítica, con un promedio de puntuación de 7,5 sobre 10.
Janet Maslin de The New York Times elogió la "consideración de [Booz] Yakin den la labor de dirección", y escribió que "la película no incluye muchos episodios violentos, pero los que hay son tan intensos y significativos que su impacto es brutal". A pesar de no encontrar su segunda mitad creíble, Owen Gleiberman de Entertainment Weekly le dio a la película una B de calificación y llamó a Nelson un "maravilloso joven actor". porque desafía las convenciones de su género." Roger Ebert del Chicago Sun-Times dio a la película cuatro de cuatro estrellas y la llamó "una película llena de drama y emoción, el despliegue de una parcela de complejidad brillante".
Otras críticas fueron más negativas, por considerar que en la segunda parte el personaje de Fresh se deshumaniza y pierde naturalidad .
La película ganó el premio al mejor Director en el Sundance Film Festival, y en 1995 Nelson ganó el premio a mejor actor debutante en los Independent Spirit Awards.